# Jason White
Jason White (* 11. listopadu 1973 North Little Rock, Arkansas) je americký hudebník. Vystudoval herectví, v současnosti působí v skupině Foxboro Hot Tubs, Pinhead Gunpowder a Green Day, kde hraje na druhou kytaru a působí jako pomocný zpěvák ve skupině. Také je spoluzakladatelem Adeline Records.

## Ostatní skupiny
- Numbskulz (kytara, 1988)
- Step By Step (vokály, 1989–1990)
- Chino Horde (basa, 1990–1993)
- Fishwagon (kytara/vokály, 1991)
- Monsula (kytara, 1992–1993)
- Pretty (basa, 1993)
- Sixteen Bullets (basa, 1994)
- Pinhead Gunpowder (kytara/vokály, 1995–současnost)
- The Big Cats (basa/vokály, 1996–2000; kytara/vokály, 2000–současnost)
- Green Day (koncertní kytara/vokály, 1998–současnost)
- The Influents (kytara/vokály, 1999–2003)
- The Kicks (kytara, 2000–2004)
- The Network (kytara, 2003–současnost)
- Foxboro Hot Tubs (kytara, 2007–současnost)

## Vybavení

### Kytary
- Gibson Les Paul 1958
- Gibson Les Paul 1957
- Gibson Les Paul 1959 Special
- Gibson SG
- Gibson ES-335

### Zesilovače
- Marshall Plexi amplifier heads (vytvořeno s "Dookie Mod" a s "SE Lead mod" – vytvořil Martin Golub) a dva Marshall 4×12 cabinety
- Custom Audio Electronics CAE 3+ lampový předzesilovač

### Efekty
- Xotic RC Booster
- Line6 Echo Pro rack zpoždění
- DL4 Delay Modeler Line6